# Simpang Jelita
Simpang Jelita is een bestuurslaag in het regentschap Tanjung Jabung Timur van de provincie Jambi, Indonesië. Simpang Jelita telt 797 inwoners (volkstelling 2010).